# Стааль, Александр Гедеонович
Александр Гедеонович фон Стааль (7 (19) сентября 1819—15 (27) октября 1861) — офицер Российского императорского флота, участник Крымской войны, Обороны Севастополя, Георгиевский кавалер, капитан-лейтенант.

## Биография
Родился 7 (19) сентября 1819 года. Происходил из баронского и дворянского рода Стааль Эстляндской губернии. По примеру старших братьев Августа (1814—1878) и Фёдора (1818—1892), ставших впоследствии вице-адмиралами, Александр 9 января 1835 года поступил кадетом в Морской корпус. 8 января 1838 года произведён в гардемарины. В 1838—1840 годах на линейных кораблях «Лефорт», «Не тронь меня», «Фершамненуаз» и фрегате «Александр Невский» крейсировал в Балтийском море. 21 декабря 1839 года произведён в мичманы. В 1841—1843 годах на транспорте «Гапсаль», бриге «Филоктет» и фрегате «Диана» крейсировал в Балтийском море и Финском заливе.
В 1844 году переведён на Черноморский флот. 15 апреля 1845 года произведён в лейтенанты. В 1845—1848 годах на линейном корабле «Ягудиил», шхуне «Гонец» и транспорте «Днепр» плавал у абхазских берегов. В 1849 году на пароходе «Еникале» ходил по крымскими и кавказскими портам, затем на бриге «Птоломей» перешел из Севастополя в Константинополь и обратно. В 1851 году на корабле «Ягудиил» плавал с десантом между Севастополем и Одессой, затем на пароходе «Метеор» ходил в Константинополь. В 1852—1854 годах на корабле «Ягудиил» был в кампании на севастопольском рейде и плавал в Чёрном море.
С 13 сентября 1854 года лейтенант 30-го флотского экипажа А. Г. Стааль со всем экипажем линейного корабля «Ягудиил» находился в гарнизоне Севастополя на 3-м отделении оборонительной линии. За героизм при отражении первой бомбардировки города 5 октября 1854 года был награждён орденом Святого Владимира 4-й степени с мечами. С 28 марта 1855 года командовал батареей № 81 («Ягудиильская батарея», «батарея Стааля») на Пересыпи Южной бухты. 22 июня за отличие и мужество при отражении 2-й бомбардировки города произведён в капитан-лейтенанты.
6 июня 1855 года, в день штурма Севастополя, батарея Стааля нанесла большой урон британской пехоте, пытавшейся овладеть укреплениями Пересыпи. После ранения старших по званию офицеров Александр Стааль принял на себя руководство обороной Пересыпи, в конце штурма был контужен в голову и завален землей от обрушившегося бруствера так, что пришлось его откапывать. За мужество, проявленное во время отражения штурма, награждён Золотой саблей с надписью «За храбрость». 6 июля 1855 года был назначен командиром батареи № 4 («Госпитальной») на 3-м отделении оборонительной линии, но 2 августа по состоянию здоровья выбыл из гарнизона Севастополя и далее в обороне города не участвовал.
Высочайшим указом от 4 июля 1856 года был награждён орденом Святого Георгия 4-й степени (№ 9919). В указе подчеркивалось: «Лейтенант 30-го флотского экипажа Александр Стааль- 3-й, командовавший батареей в 22 орудия, на которую сделано было нападение во время неприятельского штурма 6 июня 1855 г., кроме того командовал и всеми батареями Пересыпи, а за ранами контр-адмирала Кислинс-кого принял начальство над всей Пересыпью, был неутомим, распорядителен, храбр, и, несмотря на превосходство сил неприятеля, блистательно отбил штурм 6 июня».
В 1856 году был назначен командиром парохода «Метеор», на котором ходил но реке Южный Буг и Днепровскому лиману. 24 декабря назначен дежурным штаб-офицером штаба командира Севастопольского порта. В 1859 году награждён орденом Святого Станислава 2 степени. 4 апреля 1860 года отчислен от должности с назначением смотрителем Николаевского морского военного госпиталя.
Был женат на Розалии Егоровне (урожд. Колтовская). В семье было пять детей: две дочери и три сына.
Умер 15 (27) октября 1861 года.

## Память
Имя Александра Гедеоновича Стааль увековечено на мраморной плите в верхней церкви собора Святого Равноапостольного князя Владимира, где нанесены имена 72 офицеров Морского ведомства, кавалеров ордена Святого Георгия с доблестью защищавших Отечество в период Крымской войны 1853—1856 годов.